# Elliott Carter
Elliott Cook Carter, Jr (11. december 1908 i New York - 5. november 2012) var en amerikansk komponist.
Han var elev af bl.a. Nadia Boulanger, og havde arbejdet i en meget fri moderne stil. Han havde udtalt: jeg ser mine partiturer som scenarier, hvor de optrædende skal agere dramatisk med deres instrumenter, individuelt og som medlemmer af et ensemble.
Koncerten er derfor blevet en naturlig udtryksform for ham. Han har skrevet Koncert for cembalo, klaver og to kammerorkestre fra 1961 en klaverkoncert fra 1965, en klarinetkoncert fra (1996). Han har også skrevet scenemusik operaen Tom og Lilly fra 1934 og balletterne Pocahontas fra 1939 og The Minotaur fra 1947. Carter skrev også 3 symfonier som feks nr. 2 "Symphony for three orchestras". 
Hans usædvanlig raffinerede og strukturelt komplicerede stil kommer klarest til udtryk i hans kammermusik, og han er i dag måske den førende komponist inden for den klassiske genre.

## Udvalgte værker
- Symfoni nr. 1 (1942, Rev. 1954) - for orkester
- Symfoni for tre orkestre  (nr. 2 ) (1976) - for 3 orkestre
- Symfoni "Symphonia: Sum Fluxae Pretiam Spei" (Symfoni: Jeg er en udsalgspris for Håb) (nr. 3) (1993-1996) - for orkester
- Koncert (1969) - for orkester
- Dobbeltkoncert (1961) - for cembalo og klaver med to kammerorkestre
- Klaverkoncert (1965) - for klaver og orkester
- Klarinetkoncert (1996) - for klarinet og orkester
- "Pocahontas" (1938-1939) - ballet
- "Minotaur" (1947) - ballet